# Wezmeh
Die Wezmeh-Höhle (persisch غار وزمه Ghār-e Wezme) ist eine paläontologische und archäologische Ausgrabungsstelle in der Provinz Kermānschāh im westlichen Iran. Die Stätte wurde im Jahr 1999 von einem Team iranischer Archäologen unter der Leitung von Kamyar Abdi entdeckt und im Jahr 2001 ausgehoben. Dabei wurde eine große Anzahl von Überresten tierischer Fossilien und ein menschlicher Zahn aus dem Jungpaläolithikum entdeckt. Die menschlichen Überreste wurden von Erik Trinkaus und Bruno Maureille untersucht. Die Fossilien gehören zu Rotfuchs, Tüpfelhyäne, Braunbär, Wolf, Löwe, Leopard, Equiden, Nashörnern und weiteren Arten. Untersucht wurden sie von Marjan Mashkour und ihren Kollegen am Naturhistorischen Museum in Paris.